# Sidérophyllite
La sidérophyllite est un minéral de la famille des silicates, membre rare du groupe des micas, de formule KFe2+2Al(Al2Si2)O10(F,OH)2.
Le minéral se trouve dans les pegmatites syénites à néphéline et dans les greisens granitiques et à aplite. Il est associé à la microcline et à l'astrophyllite à Pikes Peak dans le Colorado. On le trouve également dans les pegmatites alcalines du Mont Saint-Hilaire au Québec.
Il fut décrit pour la première fois en 1880 pour une occurrence près du Pic Pikes dans le Colorado. Le nom provient du grec sideros, fer, et phyllon, feuille, en référence à sa richesse en fer et à son clivage basal parfait.